# Lijst van voetbalinterlands Oeganda - Zuid-Afrika
Deze lijst van voetbalinterlands is een overzicht van alle officiële voetbalwedstrijden tussen de nationale teams van Oeganda en Zuid-Afrika. De landen hebben tot op heden zeven keer tegen elkaar gespeeld. De eerste ontmoeting, een kwalificatiewedstrijd voor het Wereldkampioenschap voetbal 2006, vond plaats op 10 oktober 2004 in Kampala. Het laatste duel, een groepswedstrijd tijdens het African Championship of Nations 2024, werd gespeeld in de Oegandese hoofdstad op 18 augustus 2025.

## Wedstrijden
| № | Plaats       | Datum            | Competitie                           | Wedstrijd             | Uitslag |
| - | ------------ | ---------------- | ------------------------------------ | --------------------- | ------- |
| 1 | Kampala      | 10 oktober 2004  | WK 2006 kwalificatie                 | Oeganda − Zuid-Afrika | 0 − 1   |
| 2 | Johannesburg | 26 maart 2005    | WK 2006 kwalificatie                 | Zuid-Afrika − Oeganda | 2 − 1   |
| 3 | Durban       | 4 juni 2019      | COSAFA Cup 2019                      | Oeganda − Zuid-Afrika | 1 − 1   |
| 4 | Johannesburg | 10 juni 2021     | Vriendschappelijk                    | Zuid-Afrika − Oeganda | 3 − 2   |
| 5 | Pretoria     | 6 september 2024 | Afrika Cup 2025 kwalificatie         | Zuid-Afrika − Oeganda | 2 − 2   |
| 6 | Kampala      | 15 november 2024 | Afrika Cup 2025 kwalificatie         | Oeganda − Zuid-Afrika | 0 − 2   |
| 7 | Kampala      | 18 augustus 2025 | African Championship of Nations 2024 | Zuid-Afrika − Oeganda | 3 − 3   |

## Samenvatting
| Competitie                      | Totaal gespeeld | Winst Oeganda | Gelijk | Winst Zuid-Afrika | Doelsaldo Oeganda – Zuid-Afrika |
| ------------------------------- | --------------- | ------------- | ------ | ----------------- | ------------------------------- |
| WK-kwalificatie                 | 2               | 0             | 0      | 2                 | 1 − 3                           |
| Afrika Cup-kwalificatie         | 2               | 0             | 1      | 1                 | 2 − 4                           |
| African Championship of Nations | 1               | 0             | 1      | 0                 | 3 − 3                           |
| COSAFA Cup                      | 1               | 0             | 1      | 0                 | 1 − 1                           |
| Vriendschappelijk               | 1               | 0             | 0      | 1                 | 2 − 3                           |
| Totaal                          | 7               | 0             | 3      | 4                 | 6 − 11                          |

## Details

### Eerste ontmoeting
| WK 2006 kwalificatie (Kampala, Oeganda, 10 oktober 2004): |              | |
| Oeganda | 0 – 1        | Zuid-Afrika |
| | goals        | 68' (pen.) Benedict McCarthy |
| Mohammed Abbas | bondscoach   | Stuart Baxter |
| Posnett Omony Okello Shaka 82' Ibrahim Sekagya Joseph Kizito Timothy Batabaire Philip Ssozi 53' James Odoch David Obua Mohamed Nsubuga Assani Bajope Robert Sentongo 65' | opstellingen | Hans Vonk Thabiso Rammile Cyril Nzama Nassif Morris Aaron Mokoena Benedict Vilakazi 78' Steven Pienaar Quinton Fortune 76' Tyren Arendse 85' Sibusiso Zuma Benedict McCarthy |
| Hakim Magumba 53' Hassan Mubiru 65' Peter Lwebuga 82' | wissels      | 76' Delron Buckley 78' Macbeth Sibaya 85' Elrio van Heerden |
| Timothy Batabaire ??' | gele kaarten | ??' Macbeth Sibaya ??' Benedict McCarthy |
| - Debuut van Thabiso Rammile (Mamelodi Sundowns) voor Zuid-Afrika. |              | |

FUFA · 
A-internationals · 
Oegandees vrouwenelftal
Algerije ·
Angola ·
Bahrein ·
Benin ·
Botswana ·
Burkina Faso ·
Burundi ·
Centraal-Afrikaanse Republiek ·
Comoren ·
Congo-Brazzaville ·
Congo-Kinshasa ·
Djibouti ·
Ecuador ·
Egypte ·
Eritrea ·
Ethiopië ·
Gabon ·
Gambia ·
Ghana ·
Guinee ·
Guinee-Bissau ·
IJsland ·
Irak ·
Iran ·
Ivoorkust ·
Jemen ·
Kaapverdië ·
Kameroen ·
Kenia ·
Koeweit ·
Lesotho ·
Libanon ·
Liberia ·
Libië ·
Madagaskar ·
Malawi ·
Mali ·
Marokko ·
Mauritanië ·
Mauritius ·
Moldavië ·
Mozambique ·
Namibië ·
Niger ·
Nigeria ·
Oezbekistan ·
Rwanda ·
Saoedi-Arabië ·
Sao Tomé en Principe ·
Senegal ·
Seychellen ·
Slowakije · 
Soedan ·
Somalië ·
Tadzjikistan ·
Tanzania ·
Togo ·
Tsjaad ·
Tunesië ·
Turkmenistan ·
Zambia ·
Zimbabwe ·
Zuid-Afrika ·
Zuid-Soedan
SAFA · A-internationals · Bondscoaches · Selecties · Statistieken · Zuid-Afrikaans vrouwenelftal · Olympisch elftal · Zuid-Afrika U21 · Zuid-Afrika U19 · Zuid-Afrika U17
1906 – 1919 ·
1920 – 1929 ·
1930 – 1939 ·
1940 – 1949 · 
1950 – 1959 · 
1960 – 1969 · 
1970 – 1979 · 
1980 – 1989 · 
1990 – 1999 · 
2000 – 2009 · 
2010 – 2019 ·
2020 − 2029
AC 1996 · 
AC 1998 · 
AC 2000 · 
AC 2002 · 
AC 2004 · 
AC 2006 · 
AC 2008 · 
AC 2013
WK 1998 · 
WK 2002 · 
WK 2010
OS 2000 ·
OS 2016 ·
OS 2020
1947 · 
1948–1949 · 
1950 · 
1951-1952 ·
1953 · 
1954 · 
1955 · 
1956–1991 · 
1992 · 
1993 · 
1994 · 
1995 · 
1996 · 
1997 · 
1998 · 
1999 · 
2000 · 
2001 · 
2002 · 
2003 · 
2004 · 
2005 · 
2006 · 
2007 · 
2008 · 
2009 · 
2010 · 
2011 · 
2012 · 
2013 · 
2014 · 
2015 · 
2016 ·
2017 ·
2018 ·
2019 ·
2020 ·
2021 ·
2022 ·
2023 ·
2024
Algerije ·
Andorra ·
Angola ·
Argentinië ·
Australië ·
Benin ·
Bolivia ·
Botswana ·
Brazilië ·
Bulgarije ·
Burkina Faso ·
Burundi ·
Canada ·
Centraal-Afrikaanse Republiek ·
Chili ·
Colombia ·
Comoren ·
Congo-Brazzaville ·
Congo-Kinshasa ·
Costa Rica ·
Denemarken ·
Duitsland ·
Ecuador ·
Egypte ·
Engeland ·
Equatoriaal-Guinea ·
Ethiopië ·
Frankrijk ·
Gabon ·
Gambia ·
Georgië ·
Ghana ·
Guatemala ·
Guinee ·
Guinee-Bissau ·
Honduras ·
Ierland ·
IJsland ·
Irak ·
Israël ·
Italië ·
Ivoorkust ·
Jamaica ·
Japan ·
Kaapverdië ·
Kameroen ·
Kenia ·
Lesotho ·
Liberia ·
Libië ·
Madagaskar ·
Malawi ·
Mali ·
Malta ·
Marokko ·
Mauritanië ·
Mauritius ·
Mexico ·
Mozambique ·
Namibië ·
Nederland ·
Nieuw-Zeeland ·
Niger ·
Nigeria ·
Noord-Korea ·
Noorwegen ·
Oeganda ·
Panama ·
Paraguay ·
Polen ·
Portugal ·
Rwanda ·
Saoedi-Arabië ·
Sao Tomé en Principe ·
Schotland ·
Senegal ·
Servië ·
Seychellen ·
Sierra Leone ·
Slovenië ·
Soedan ·
Spanje ·
Swaziland ·
Tanzania ·
Thailand ·
Trinidad en Tobago ·
Tsjaad ·
Tsjechië ·
Tunesië ·
Turkije ·
Uruguay ·
Verenigde Arabische Emiraten ·
Verenigde Staten ·
Zambia ·
Zimbabwe ·
Zuid-Soedan ·
Zweden
Frankrijk (2010) ·
Mexico (2010) ·
Paraguay (2002) · 
Slovenië (2002) · 
Spanje (2002) · 
Uruguay (2010)